# ثيوفيلوس كايريس
ثيوفيلوس كايريس (باليونانية: Θεόφιλος Καΐρης)‏ هو كاهن يوناني وفيلسوف وثوري. ولد أندروس، سيكلاديس في اليونان العثمانية في الفترة بين (19 أكتوبر 1784 و13 يناير 1853)، وكان ابنًا لعائلة مميزة.

## التعليم
درس كايريس في مدرسة سميرنا اللاهوتية وكان قسًا يونانيًا أرثوذكسيًا. تحدث العديد من اللغات الإغريقية القديمة واللاتينية والإيطالية والفرنسية والألمانية والإنجليزية، التي مكّنته من المشاركة في تنظيم حرب الاستقلال اليونانية وبناء «دار الأيتام»، وهي عبارة عن مدرسة تقدمية تبنت النظام الجامعي الحديث.
درس كايريس مع بنيامين ليسبوس في مدرسة كيدونيس في آسيا الصغرى،  وأُطلِع على العلوم المعاصرة والتفسيرات اليونانية للعلوم الطبيعية.
درس كايريس في بيزا وباريس، وشارك في أفكار عصر التنوير.
درس الرياضيات والعلوم الطبيعية والفلسفة وكان مهتمًا أيضًا بعلم الآثار، إذ توصّل إلى بعض النتائج المهمة في جزيرته الأم في أندروس. واهتم بعلم النبات جدولَ العديد من النباتات في منطقته، بالإضافة إلى تدوينه للخواص الدوائية لمختلف النباتات.

## الأنشطة الثورية
ابتداءً من عام 1811، قاد مدارس اللغة اليونانية الثانوية في آسيا الصغرى. وشارك بدور فعّال في حرب الاستقلال اليونانية (1819-1826)، ويُعتبر الآن شخصيةً مهمةً في تاريخ اليونان الحديث.
في العاشر من مايو عام 1821، أعلن ثيوفيلوس كايريس، وقد كان أحد المثقفين البارزين في الثورة اليونانية، حرب الاستقلال من خلال رفع العلم اليوناني في كنيسة سانت جورج ذات المنحدرات الخلابة في جزيرة أندروس: في هذا الوقت، ألقى خطابًا مشهورًا يلامس القلوب أو ما يعرف بِـ «البلاغة» وألهم مالكي السفن والتجار للمساهمة بالأموال، والمساهمة في بناء سفن تابعة للبحرية اليونانية لمكافحة الدولة العثمانية.
تؤثر العديد من العوامل على بداية حرب الاستقلال اليونانية.
علاوة على ذلك، بدأت الفلسفة والعلوم من أوروبا الغربية في اختراق ثقافة الإغريق في الوقت ذاته الذي أُنشئَت فيه «جمعية الصداقة» التي تألفت من المثقفين والتجار.
تُبحَث وجهات نظر عصر التنوير في البلدان الأوروبية بشكل جيد بشكل عام، في حين أن محاولات إدخال التنوير إلى بلدان في محيط أوروبا، مثل اليونان، لم تُوثَق بنفس الدرجة. ما زالت العديد من الأسئلة دون إجابة من هذه الفترة التاريخية، وتحيط بالعمل الفلسفي لثيوفيلوس كايريس.
كيف انتقلت الثورة العلمية إلى المناطق الناطقة باللغة اليونانية التي احتلتها الدولة العثمانية؟ كيف تقبل اليونانيون الأفكار الثورية الحقيقية للثورة الفرنسية والليبرالية؟ ماذا كانت ردود أفعال الكنيسة الأرثوذكسية اليونانية المحافظة ومن ضحى بحياتهم في سبيل أفكارهم؟ سيشكل العديد من الأيتام من حرب الاستقلال اليونانية، وخاصة من المذبحة من جزيرة بسارا، جسد دار الأيتام، إذ درّس كايريس العديد من الأفكار المستفادة من الفلهيلينية من جميع أنحاء أوروبا.
لذا، كانت هذه أول جامعة أوروبية حقيقية في اليونان.
على الرغم من أنه كان قسيسًا مُقيدًا، قاتل كايريس في حرب الاستقلال وأصيب بجروح خطيرة في معركة واحدة. وقرب نهاية الحرب، اختير لصياغة مسودة الدستور اليوناني. ولكن عندما نصّبت القوى العظمى الأوروبية في ذلك الوقت أوتو فون فيتلسباخ بمرتبة نائب الملك للقوى، لم يكن مستعدًا لدمج نفسه في النظام الجديد. عرض عليه الملك أوتو منصب مدير جامعة أثينا ومنحه جائزة الصليب الذهبي (أي ما يعادل وسام الشرف) لمساهمته في الحرب، لكن كايريس رفض كلاهما. وبدلًا من ذلك واصل تعليم الأفكار المتطرفة عن التنوير التي تسببت في صراعه مع الملك ومع الكنيسة الأرثوذكسية الشرقية. أصبح كايريس ضحية ما يعادل الكنيسة الأرثوذكسية الشرقية من محاكم التفتيش المقدسة. لقد عانى كايريس من نهاية مأساوية متحفظة بمصير هؤلاء الذين حاولوا -باعتبارهم روادًا- تقديم الأفكار الليبرالية لأوروبا الغربية والتنوير إلى اليونان. واقتصر ثيوفيلوس كايريس الكاهن الفيلسوف، عقب إدانته من قبل المجمع المقدس عام 1839، على الدير في المنفى السياسي في جزيرة سكياثوس. حُدد موقعه لسيروس لمحاكمته وإعدامه، لكنه توفي في عام 1853، قبل عشرة أيام من جلسة استماعه القضائية، لأسباب طبيعية.

## دار الأيتام
أسس ثيوفيلوس كايريس مع عدد قليل من التلاميذ حركة إحياء طقسية، معروفة باسم «ثيوسبزم»، ومستوحاة من الطوائف الثورية الفرنسية والبروتستانتية المتطرفة والإله. وقد كانت هذه الحركة ملعونةً من قبل مجمع بطريركية القسطنطينية المسكونية.
ابتداءً من عام 1826، كرس كايريس نفسه لمؤسسة أيتام الثورة اليونانية على أندروس. أتاحت دار الأيتام، أو مدرسة اليتيم، لكايريس الفرصة لتعريف نظام التعليم اليوناني بمجموعة واسعة من المواضيع مثل مقارنة الأديان، وعلم الفلك، والملاحة البحرية، والزراعة، والرياضيات التطبيقية، والمحاسبة، والعلوم الطبيعية، والرياضيات المتقدمة.
مثّل أعضاء دار الأيتام أطفالًا من جميع أطراف نزاع البلقان، مع أفراد من بلغاريا، والأتراك المسلمين الذين نزحوا من الثورة، والكاثوليك الذين سكنوا الجزيرة اليونانية منذ العصور الوسطى.
في الواقع، كان لدى كايريس رؤية مختلفة تمامًا عن اليونان المستقلة، التي كانت تستند إلى مفهوم الفصل بين الكنيسة والدولة كما اقترح توماس جفرسون.
دعا كايريس إلى إقامة دولة البلقان الشاملة التي كانت شبيهة بالولايات المتحدة، وحافظت على الطبيعة العالمية لعصر الإمبراطورية البيزنطية، إذ كانت جميع العقائد على حد سواء خاليةً من طغيان «العثمانيين» القمعيين.
كان هذا مقدمة لما يسمى «المسألة الشرقية»، وهو التقسيم التدريجي للدولة العثمانية المتدهورة من قبل القوى العظمى.

## مكتبة كايريس
تقع المكتبة في مبنى كلاسيكي حديث رائع، في مدينة أندروس، وتحتوي على حوالي 3000 مقال من مجموعته. وهي تعرض عددًا كبيرًا من المنشورات النادرة والمخطوطات والسجلات التاريخية والأعمال الفنية ومجموعة أثريات صغيرة. وفي إطار هذه السجلات، فإن الرسائل المكثفة التي تظهر شبكةً من المفكرين ستعمل على تحديث كايريس بشأن الاتجاهات السائدة في العلوم والفلسفة الأوروبية.
توجد أيضًا أطروحات رياضيات، تمثل فكرًا نشطًا ومبتكرًا للغاية، بالإضافة إلى أن كايريس كتب عن مواضيع معقدة، بما في ذلك التمديدات الرياضية لميكانيكا بيير سيمون لابلاس السماوية.
ما زالت القطع الأثرية التي تثبت نهج كايريس الفلسفي لفهم طاقات الطبيعة في المكتبة، وتسلط الضوء على معرفة كايريس بعمل جوزيف فورييه في مجال الطاقة.
من خلال العديد من الرسائل والمراسلات، يوضح نهج كايريس في التواصل مع مختلف تظاهرات الفلهيلينين، شبكة من المثقفين الذين شاركوا في الثورة الفرنسية.
يشار إلى كايريس باسم «سقراط الجديد» وكان نشطًا للغاية في المجال التعليمي.
تمتلك جزيرة أندروس سلسلةً من نوافير المياه، وطواحين الهواء الأفقية التي شيدت في ذلك الوقت وكان الطلاب من الميتم ينشطون في الجزيرة، ويؤدون واجباتهم من دروس كايريكي.
يمكن للمرء أن يجد كتبًا للبروفيسور مافروماتيس في المكتبة، الذي حرر أعمال كايريس الرياضية، مع التركيز على كيفية استخدام كايريس نظرية ذات الحدين للعثور على جذور العدد الأصلي. كان كايريس على اتصال مستمر مع المثقفين الغربيين من أندروس، وكان على اتصال مع أوغست كونت، وكتب عن أطروحاته حول علم الاجتماع، ثم كتب عن موضوع حديث النشأة.
دمج كايريس أيضًا هذه الأفكار في منهج دار الأيتام. كان لأفكار كومت تأثير كبير على كايريس في السنوات الأخيرة، وخاصة فكرة إمكانية حلّ العلل الاجتماعية، كما دعا إليها جيريمي بنثام.
تحدث كايريس بالعديد من اللغات واهتم بدراسة الفلسفة من الإغريق القدماء، وترجم الشعر الكبير والمسرح من العصور القديمة، إضافة إلى الرسائل الفلسفية لأرسطو وأفلاطون.
علاوةً على ذلك، كانت الدروس المستفادة من الموضوع التصاعدي لمقارنة الأديان لا تقدر بثمن بالنسبة لرواد السفينة المحتملين والتجار الذين شرعوا في التجارة الدولية.
كان كايريس يعلم الثيوصوفيتية، لكن في سياق الديانات العالمية، بدءًا من البوذية، يصف الكثيرون الفكر الفلسفي لكايريس بكونه يشبه بنوعه الفلسفة المتعالية لهنري ديفيد ثورو ورالف والدو إمرسون.
شدد كايريس على كون الشعر جزءًا من المناهج الدراسية، ودرّس أعمال اللورد بايرون وروبرت براونينغ إضافة إلى شعر باللغتين الفرنسية والألمانية. وكان هذا لخلق الكفاءة الطبيعية والميتافيزيقية المتوازنة مع العلوم الطبيعية والرياضيات.
لسوء الحظ، أُغلقَت المدرسة بعد أن أُعلن بأن كايريس زنديق، ولكن العديد من الأيتام واصلوا مهن الشحن، إضافة إلى كونهم ضليعين في المحاسبة والاحتمال.
من بين أسماء العائلات البارزة التي يمكن أن تتعقب الأجداد الذين تلقوا تعليمهم في كايريس، كانت أسرتا غولاندريس وإمبيركوس. اختبأ طلاب آخرون في الجبال المحيطة، وأخذوا معهم الكتب المحظورة من المدرسة، واستمروا في العيش مع سكان الجزيرة الذين يعملون وبناء بعض طواحين الهواء الأكثر إثارة للاهتمام في اليونان.
في الواقع، علّم كايريس أيضًا طلابه مجال الآثار القديم، وأرشد رحلات ميدانية على الجزيرة إلى المكان الذي اكتشف فيه أطلال معبد مخصص لأفروديت قبل الثورة اليونانية. حتى يومنا هذا، تُنظم معارض فنية كل صيف في منطقة المعارض الجديدة بالمكتبة.